# Tiberio Claudio Nerone (pretore 42 a.C.)
Tiberio Claudio Nerone (latino: Tiberius Claudius Nero; Roma, 85 a.C. circa – Roma, 33 a.C.) è stato un politico e militare romano.

## Biografia

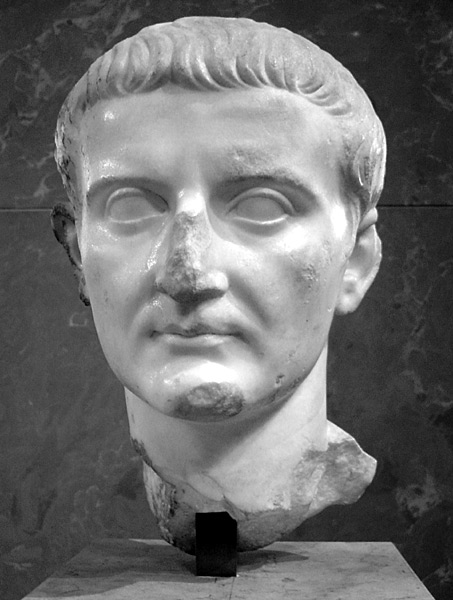
Nerone ebbe due figli dalla moglie Livia Drusilla, che divennero poi figliastri di Augusto. Il primogenito, anch'egli chiamato Tiberio Claudio Nerone, sarebbe poi stato adottato da Augusto, passando alla storia come l'imperatore Tiberio

Membro della gens Claudia sia da parte di padre sia di madre, Nerone era discendente diretto del console Tiberio Claudio Nerone figlio del censore Appio Claudio Cieco. Il padre era Druso Claudio Nerone, che aveva combattuto contro i pirati agli ordini di Pompeo Magno nel 67 a.C., e che rimase famoso per il suo suggerimento di mandare in esilio i membri della Congiura di Catilina. Appartenente a una famiglia di provata fedeltà alla Repubblica, fu il padre del secondo imperatore romano, Tiberio e del comandante militare, Druso maggiore (padre di Germanico, Claudia Livilla e dell'imperatore Claudio), quindi bisnonno dell'imperatore Caligola e trisavolo dell'imperatore Nerone.
Servì Gaio Giulio Cesare come questore nel 48 a.C., comandando la flotta romana nella guerra alessandrina: la vittoria ottenuta sulla flotta egiziana gli consentì di ottenere una carica sacerdotale. Ulteriori incarichi assegnatigli da Cesare riguardavano la gestione delle colonie romane in Gallia.

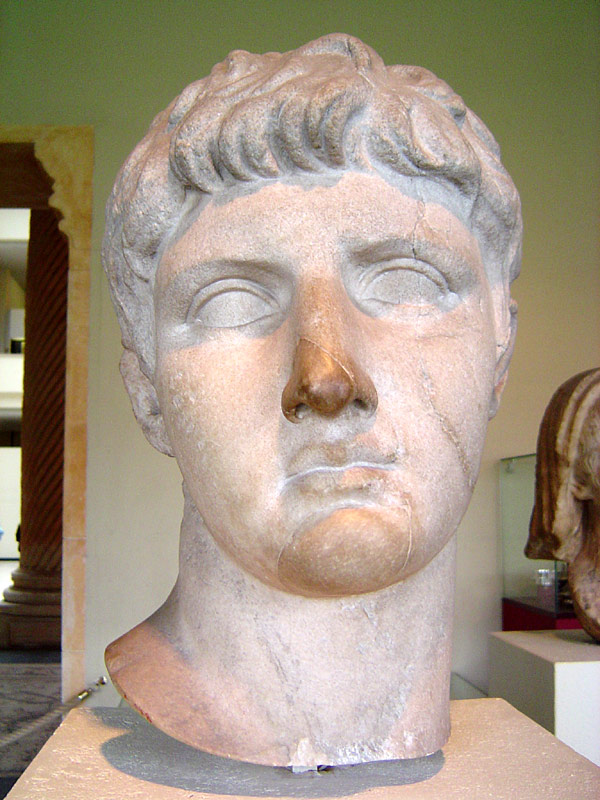
Nerone Claudio Druso, meglio noto come Druso maggiore, era il figlio di Nerone e Livia Drusilla, ma nacque dopo il divorzio dei genitori e Ottaviano ne divenne il patrigno.

Sebbene avesse combattuto con Cesare, Nerone era un repubblicano convinto e un sostenitore del partito degli ottimati: giunse anche a proporre di premiare gli assassini di Cesare nel 44 a.C., quando questi sembravano aver preso il sopravvento. Malgrado ciò, i meriti acquisiti durante il servizio con il dittatore romano gli permisero di venire eletto pretore (42 a.C.).
Fu in questo periodo che Nerone sposò Livia Drusilla: i due erano imparentati, in quanto il padre di lei, Marco Livio Druso Claudiano, era originario della gens Claudia. Nerone ebbe da Livia il primo figlio, chiamato anche lui Tiberio Claudio Nerone, nato il 16 novembre 42 a.C. Quello stesso anno vi fu un rapido degenerare della situazione tra i membri del Secondo triumvirato, con Ottaviano e Marco Antonio che si dichiararono guerra. Dovendo scegliere da che parte stare, Nerone preferì puntare sul secondo.
Nel 41 a.C. abbandonò Roma con Livia e il figlio, per raggiungere Lucio Antonio, fratello di Marco, a Perusia, che però trovò sotto assedio degli uomini di Ottaviano. Quando la città cadde, nel 40 a.C., Nerone dovette fuggire prima a Preneste e poi a Napoli, che però dovette abbandonare, dopo aver tentato inutilmente di reclutare una forza di schiavi da opporre a Ottaviano, per raggiungere Sesto Pompeo, che teneva la Sicilia come rappresentante dell'opposizione senatoriale a Ottaviano; infine raggiunse Marco Antonio, assieme alla propria famiglia, in Achea.
Nel 40 a.C., Ottaviano e Marco Antonio si riconciliarono, dopo una guerra di tre anni. Finalmente Nerone poté tornare a Roma con la famiglia. Ciò che accadde fu che, nell'arco di brevissimo tempo, Ottaviano divorziò dalla moglie Scribonia nello stesso giorno in cui questa dava alla luce la loro figlia Giulia, Nerone fu convinto o costretto dal futuro imperatore a divorziare da Livia, nacque il secondo figlio di Nerone e Livia (Nerone Claudio Druso, 14 gennaio 39 a.C.), e Ottaviano e Livia si sposarono (17 gennaio) senza aspettare il periodo di interdizione dopo il divorzio e con Nerone che partecipò alla cerimonia presentando la sposa così come avrebbe fatto un padre. Sebbene sia stata tramandata la storia che Ottaviano si innamorò immediatamente di Livia, non appena la incontrò, e volle quindi fortemente sposarla, in realtà è plausibile che il loro rapido matrimonio fosse suggerito da convenienze politiche: a Ottaviano faceva infatti comodo il sostegno della gens patrizia dei Claudii; allo stesso tempo, i compromessi Claudii Nerones necessitavano del sostegno del promettente Ottaviano per sopravvivere politicamente.
Come da accordi, Nerone accolse in casa i due figli e li allevò. Quando morì, nel 33 a.C., fu Tiberio a pronunciare l'orazione funebre, prima di raggiungere assieme a Druso la casa della madre e del padre adottivo.